# Kirenia
Kirenia (gr. Κερύνεια, Kierinia; tur. Girne) – miasto w Tureckiej Republice Cypru Północnego / Republice Cypryjskiej, nad Morzem Śródziemnym. Stolica północnocypryjskiego dystryktu Kirenia i formalna stolica cypryjskiego dystryktu Kirenia. Jednym z najważniejszych zabytków miasta jest strzegący wejścia do portu w Kirenii majestatyczny średniowieczny zamek obronny. Zamek w Kireni uważany jest za jeden z najlepiej zachowanych zamków na Cyprze.
Liczba mieszkańców miasta w 2011 roku wynosiła 33 207.